# Jake Zyrus

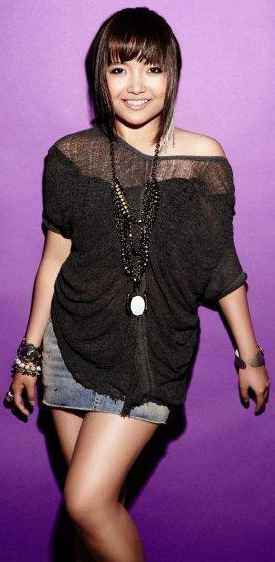
Charice Pempengco, 2011

Jake Zyrus, född Charmaine Clarice Relucio Pempengco 10 maj 1992 i Cabuyao i Laguna, är en filippinsk sångare  och programledare i TV, tidigare känd under artistnamnet Charice.

## Biografi
Zyrus började ta sånglektioner som fyraåring av sin mor och moster efter att de upptäckt honom sjungandes på familjens karaokemaskin. Vid 7 års ålder ställde han för första gången upp i en sångtävling och slutade där på en andra plats. Efter att ha sett hur hans mor inte klarade av att försörja sin familj beslutade sig Zyrus för att ställa upp i sångtävlingar för att bidra till familjens ekonomi. 
Vid 13 års ålder, efter att ha deltagit i över 80 amatörtävlingar, ställde han upp i Little big Star, en filippinsk sångtävling för barn upp till 13 års ålder där han till slut blev tredje bästa sångare. Efter att videor med framträdanden på TV laddats upp på Youtube av ett fan under pseudonymen falsevoice blev Zyrus inbjuden till Sverige för att spela in en demoskiva. Genombrottet som artist kom dock i en sydkoreansk talangtävling där hans framträdande efter att ha laddats upp till Youtube, sågs av bland andra Ellen DeGeneres till vars pratshow han bjöds in men även av den kanadensiska musikproducenten David Foster som senare kom att bli hans mentor.
Zyrus har tillsammans med David Foster medverkat i ett flertal amerikanska TV-framträdanden och välgörenhetsgalor. Efter att ha uppträtt hos Oprah Winfrey erbjöd sig Oprah att agera personlig rådgivare åt Zyrus som därefter framträtt tillsammans med bland andra Céline Dion och Andrea Bocelli.
2017 påbörjade Zyrus könskorrigerande operation och hormonbehandling och bytte namn till Jake Zyrus.